# Kiko Loureiro
Kiko Loureiro   (Rio de Janeiro, 16 de juny de 1972) nom artistic de Pedro Henrique 'Kiko' Loureiro és un guitarrista brasiler, que fou integrant de bandes Legalize, Kentucky i A Chave, entre d'altres. El seu estil en la banda Angra es basa en el metal progressiu i power metal.

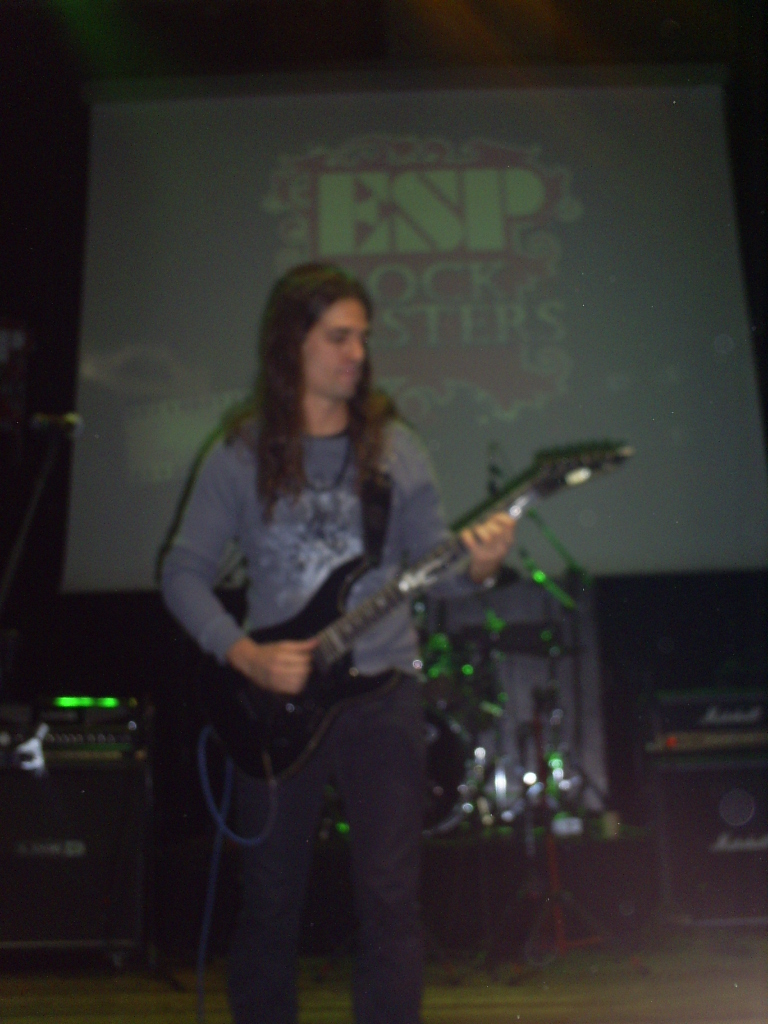
Kiko Loureiro.

Loureiro començà estudiant música i tocant guitarra acústica als 11 anys. Inspirat en artistes com Eddie Van Halen, Jimmy Page, Jimi Hendrix, i Randy Rhoads, es canvià a la guitarra elèctrica als 13 anys i als 16 estava en dues bandes, "Legalize" i "A Chave" i tocava en els clubs nocturns en Sao Paulo. Als 19 anys es va unir a la banda de power metal Angra.
És conegut per la seua gran habilitat per a tocar la guitarra, apareixent en les columnes de revistes com Cover Guitarra, Guitar & Bass, and Young Guitar.
A més dels seus assoliments de la rock/metal, Loureiro també ha tocat la guitarra en diverses cançons de l'eurobeat en col·laboració amb Dave Rodgers, incloent “Fevernova”, "Ring of Fire" i "The Road is on Fire". Loureiro participà en la gira de l'ex-cantant de Nightwish Tarja Turunen.

## Discografia

### Angra
- Reaching Horizons (Demo Tape, 1992)
- Angels Cry (àlbum, 1993)
- Evil Warning (senzill, 1994)
- Holy Land (àlbum, 1996)
- Freedom Call (EP, 1996)
- Holy Live (EP, 1997)
- Unplugged Live (àlbum, 1997
- Lisbon (senzill, 1998)
- Fireworks (àlbum, 1998)
- Rainy Nights (senzill, 1998)
- Acid Rain (Demo Single, 2001)
- Rebirth (àlbum, 2001)
- Rebirth World Tour - Live In São Paulo (àlbum-DVD, 2001)
- Hunters and Prey (EP, 2002)
- Wishing Well (senzill, 2004)
- Temple Of Shadows (àlbum, 2004)
- Course Of Nature (senzill, 2006)
- Aurora Consurgens (àlbum, 2006)

### Solista
- No Gravity (Àlbum, 2005)
- Universo Inverso (Àlbum, 2006)
- Fullblast (Àlbum, 2009)

### Col·laboracions
- Zoom - Challenge
- Planeta Zoom
- NIG - Evolution
- Sto Angelo - Punch
- Guitar&Bass Nº 55
- Rock Sessions
- Guilherme Arantes
- Zuzo Moussawer - Express
- Edu Mello - Suzy Girl
- Manifesto - Nepal
- Kavla - Dream of Reality
- Blezqi Zatsaz - The Tide Turns
- My Winter Storm - Tarja Turunen
- Forgotten Tme - Tribuzy
- Execution -Tribuzy
- The eyes of the moon- Andres Alvarez

## Àlbums i Artistes Favorits
- Black Sabbath - Live Evil
- Yngwie Malmsteen - Rising Force
- David Lee Roth - Eat'em And Smile
- Edu Lobo i Tom Jobim - Edu & Tom
- Van Halen - Tots els Discos
- Miles Davis - Tots els Discos
- George Lynch - Tots els Discos
- Queen - Tots els Discos
- Beatles - Tots els Discos
- Caetano Veloso - Tots els Discos